# چشمه آبگرم بادون
چشمه آبگرم بادون یکی از نقاط دیدنی استان هرمزگان در جنوب ایران است.
این چشمه در مسیر جاده بندر لنگه به روستای گزیر قرار دارد. از روستای گزیر تا مظهر چشمه در حدود ۱۱ کیلومتر است. آب این چشمه از شکاف سنگهای مارنی از زمین خارج می‌شود و نوع آن تکتونیکی است. در اطراف چشمه بادون استخری احداث کرده‌اند. طول این استخر ۲۰ متر و عرض آن ۱۲ متر است و آب آن به مصارف کشاورزی می‌رسد. آب این چشمه، در ردیف آبهای سولفات، کلسیم همراه با منزیم فراوان و کلور و سدیم و لرم می‌باشد.